# Pico Bartolomeu
O Pico Bartolomeu é uma elevação portuguesa localizada no concelho da Povoação, ilha de São Miguel, arquipélago dos Açores.
Este acidente geológico tem o seu ponto mais elevado a 887 metros de altitude acima do nível do mar.
Esta montanha foi escolhida para instalação de várias antenas de retransmissão televisiva e devido à sua altitude oferece uma panorâmica fantástica, encontrando-se no seu cimo o Miradouro do Pico Bartolomeu.
O acesso a esta elevação faz-se através da Cancela do Cinzeiro, no mato da Pedreira. Este caminho constitui um agradável passeio feito por uma estrada ladeada de hortênsias e Criptomérias. Do alto montanha avista-se uma imensa paisagem, sobre a freguesia da Pedreira e o Concelho da Povoação, que se estende desde o mato até ao mar.
Encontra-se nas faldas das montanha uma das zonas de nidificação do Priolo.